# Lenka Nechvátalová
Lenka Nechvátalová, coniugata Grimmová (Brno, 27 febbraio 1955), è un'ex cestista cecoslovacca.

## Carriera
Con la Cecoslovacchia ha disputato i Giochi olimpici di Montréal 1976, i Campionati mondiali del 1975 e tre edizioni dei Campionati europei (1974, 1976, 1978).